# Dirk Collier
Dirk Leonard Alain Collier (Antwerpen, 16 februari 1956) is een Vlaams auteur en bestuurder.

## Levensloop
Dirk Leonard Alain Collier (°Antwerpen, 16 februari 1956) is een Vlaams auteur en bestuurder van vennootschappen. 
Dirk Collier liep middelbare school (Latijn-Wetenschappelijke Humaniora) aan het Onze-Lieve-Vrouwecollege te Antwerpen; nadien studeerde hij rechten en Executive MBA, beide aan de Universiteit Antwerpen
Na drie jaar aan de Balie van Brussel ging hij (juni 1982) werken bij Janssen Pharmaceutica (Johnson & Johnson), eerst als bedrijfsjurist, later als Vennootschapssecretaris, nog later als Bestuurder–Secretaris-Generaal en lid van het Directiecomité; in 2016 ging hij er met vervroegd pensioen. 
Hij is lid of erelid van verschillende raden van bestuur, onder meer van de Federatie van de Chemische Nijverheid, de Vlaamse werkgeversorganisatie Voka en de Koning Boudewijnstichting. Zijn belangrijkste huidige mandaten zijn het voorzitterschap van de Xerius-groep, het ondervoorzitterschap van WorxInvest NV, en het lidmaatschap van de raad van bestuur van SD Worx NV. 
Hij is auteur van verschillende boeken en artikels, voornamelijk over geschiedenis, recht en filosofie. 
In 2011 verscheen The Emperor’s Writings, Memories of Akbar the Great, heruitgegeven onder de titel Akbar’s Farewell, Letters from a Father (Amaryllis, Delhi, 2024), een historische roman over het leven van de Indiase Grootmogol Akbar de Grote.
Het boek werd vertaald in het Nederlands onder de titel Afscheid van de keizer, en in het Turks onder de titel Ekber Ȿah (Kaknüs, Istanbul, 2019). 
In December 2013 publiceerde hij het essay Paths to Peace: Religion, Ethics & Tolerance in a Globalising World, met een voorwoord door Herman Van Rompuy, Erevoorzitter van de Europese Raad (Vakils, Mumbai).Een non-fiction geschiedenis van de Mogoldynastie verscheen in 2016 onder de titel The Great Mughals and Their India (Hay House India, Delhi).